# Luv. Me
『Luv. Me』（ラブ・ミー）は、jyA-Meのソロメジャー・デビュー後の1枚目のオリジナル・アルバム。2011年11月30日にVenus-B/キングレコードから発売された。

## 概要
収録曲の大半を共作含む形でjyA-Me自身が制作しており、アルバムタイトルに込めた「自分自身を愛して欲しい」という想いが込められた作品となっている。

## チャート成績
リード・トラック「Love me ～もう泣かないから～ feat. CLIFF EDGE」は、2011年11月9日から先行配信され、2011年11月11日付着うた（R）デイリーランキング14位、RBTデイリーランキング7位、歌詞ランキング4位を獲得し、楽曲を聴いた渋谷の女子高生の投票をもとにした「SHIBUYA teen's kurucore RANKING」では2011年12月度で1位を獲得した。

## 収録曲

### DISC 1 (CD)
1. Love me ～もう泣かないから～ feat. CLIFF EDGE[05:01]
作詞：jyA-Me、JUN、SHIN
作曲：JUN、jyA-Me
2. ずっと隣りで…[04:38]
作詞：jyA-Me
作曲：Takaaki Nishi(SUPA LOVE)、jyA-Me
3. Are you ready!? ～interlude～[01:36]
作曲：JIN
4. GO WAY[04:37]
作詞：jyA-Me
作曲：U-Key zone、jyA-Me
5. Feel the beat feat. WISE[05:11]
作詞：jyA-Me、WISE
作曲：DJ GEORGIA、jyA-Me
6. dump!![03:18]
作詞：jyA-Me
作曲：Mitsu.J、jyA-Me
7. Dear my friend with CHiE[04:15]
作詞：jyA-Me、CHiE
作曲：AILI
8. 君だけに song for...[04:29]
作詞：jyA-Me
作曲：Kotaro Egami(SUPA LOVE)
9. The Party Up! peace to jyA-Me[03:36]
歌:クレンチ&ブリスタ、jyA-Me
作詞：Clench、Mr.Blistah、jyA-Me
作曲：BAYA、Clench、Mr.Blistah
10. キラキラ☆LADY feat. Lisa Halim, jyA-Me[05:04]
歌:Sweet Licious、Lisa Halim、jyA-Me
作詞：Sakurako、Kaede、Lisa Halim、jyA-Me
作曲：DJ GEORGIA
11. Time goes by… feat. jyA-Me[04:15]
歌:CLIFF EDGE、jyA-Me
作詞：JUN、SHIN、jyA-Me
作曲：JUN、jyA-Me

### DISC 2 (DVD)
1. [MUSIC CLIP]Are you ready!?[01:50]
2. [MUSIC CLIP]Love me ～もう泣かないから～ feat. CLIFF EDGE[05:10]